# Volo Thai Airways International 261
Il volo Thai Airways International 261 era un volo passeggeri di linea nazionale da Bangkok a Surat Thani, in Thailandia. L'11 dicembre 1998, un Airbus A310 operante il volo stallò e precipitò durante l'avvicinamento all'aeroporto Internazionale di Surat Thani. Il bilancio dell'incidente fu di 101 vittime e 45 feriti. Il disastro è il quinto peggiore coinvolgente un Airbus A310.

## L'aereo
Il velivolo coinvolto nell'incidente era un Airbus A310-200, marche HS-TIA, numero di serie 415. Volò per la prima volta il 3 marzo 1986 e venne consegnato a Thai Airways International poche settimane dopo, il 29 aprile. Era alimentato da 2 motori turboventola General Electric CF6-80C2A2. Al momento dell'incidente, l'aereo aveva quasi 13 anni.

## Passeggeri ed equipaggio
Il comandante (sconosciuto) aveva 10 167 ore di volo, delle quali 3 000 sugli Airbus A300-600/A310. Sebbene l'A300 e l'A310 siano velivoli differenti, la variante -600 dell'A300 ha un design della cabina di pilotaggio quasi identico all'A310.
Il primo ufficiale (sconosciuto) aveva 2 839 ore di volo, di cui 983 sugli Airbus A300-600/A310.
A bordo c'erano 25 stranieri provenienti da Austria, Australia, Gran Bretagna, Finlandia, Germania, Giappone, Norvegia e Stati Uniti. Tra i sopravvissuti c'erano tre australiani, tre giapponesi, tre tedeschi, due israeliani e una britannica.

## L'incidente
Il volo TG261 da Bangkok a Suratthani partì alle 17:40 ora locale dall'aeroporto internazionale Don Mueang di Bangkok. A bordo c'erano 14 membri dell'equipaggio e 132 passeggeri (inclusi i 25 stranieri). Il tempo di volo stimato era di un'ora e 55 minuti.
Le condizioni meteorologiche erano piovose al momento dell'incidente e l'equipaggio non era in grado di vedere la pista. Alle 19:05, l'aereo stava tentando di atterrare sulla pista 22 per la terza volta in seguito a due mancati avvicinamenti. Il comandante ordinò un'altra riattaccata, ma l'Airbus si inclinò di 48 gradi verso l'alto, stallò e iniziò a perdere quota, schiantandosi a terra ed esplodendo in fiamme. 101 dei 146 passeggeri e membri dell'equipaggio morirono nell'impatto (11 dei 14 membri dell'equipaggio rimasero uccisi nell'incidente, inclusi entrambi i piloti, mentre 90 dei 132 passeggeri perirono nello schianto, tra cui 14 dei 25 stranieri). I 45 sopravvissuti vennero portati d'urgenza in ospedale. Una tra le vittime era la sorella del ministro dei trasporti e delle comunicazioni della Thailandia. Uno dei sopravvissuti all'incidente era l'attore e cantante tailandese Ruangsak Loychusak.

## Le indagini
Airbus, il produttore dell'aeromobile, inviò una squadra di specialisti per assistere le autorità tailandesi nelle indagini. Sia il registratore dei dati di volo che il registratore vocale nella cabina di pilotaggio vennero trovati dal team di ricerca e salvataggio e vennero prelevati dal luogo dell'incidente per essere analizzati. Gli investigatori affermarono che il maltempo era la probabile causa dell'incidente, senza però escludere un errore pilota. Al tempo, c'era un progetto per allungare la pista all'aeroporto di Surat Thani che, tuttavia, venne fermato e ritardato a causa della recessione economica. Un pilota dell'aeronautica thailandese dichiarò che, a causa della rimozione del sistema di atterraggio strumentale (ILS), i piloti dovevano utilizzare un sistema di navigazione radio meno accurato.
Nello stesso anno, Thai Airways International iniziò a ridurre il numero dei suoi piloti stranieri. Il vicepresidente della compagnia Chamlong Poompuang dichiarò che i piloti venivano addestrati per esercitare la massima cautela. Allo stesso tempo, riconobbe che la compagnia aerea aveva adottato misure di risparmio del carburante per far fronte alla recessione economica, ma che questo fattore non doveva essere considerato come contrario alla sicurezza. Il presidente di Thai Airways International, Thamnoon Wanglee, sottolineò: "La sicurezza è la nostra massima priorità. La nostra politica e ciò che è successo sono due cose diverse".

## Conseguenze
Thai Airways International offrì un risarcimento alle famiglie colpite dall'incidente. Il presidente Wanglee dichiarò in una conferenza stampa che ogni parente delle 101 vittime dell'incidente avrebbe ricevuto un risarcimento di 100 000 USD, mentre i 45 sopravvissuti feriti avrebbero ricevuto un risarcimento di 5 600 USD ciascuno. La compagnia aerea avrebbe inoltre pagato le spese mediche.

## Cultura di massa
Modernine TV raccontò del volo Thai Airways International 261 il 30 maggio 2016, in "Flight 261 Disaster".